# Elio Rojas
Elio Rojas (ur. 25 września 1982 w San Francisco de Macorís) – dominikański bokser, aktualny zawodowy mistrz świata organizacji WBC w kategorii piórkowej (do 126 funtów).
Zawodową karierę rozpoczął w marcu 2004 roku. Wygrał pierwszych dziewiętnaście walk. 13 lipca 2007 roku przegrał niejednogłośnie na punkty w walce eliminacyjnej federacji WBC z Gamalielem Diazem. Po czternastu miesiącach przerwy, w kolejnej walce eliminacyjnej WBC pokonał na punkty Hectora Velazqueza.
14 lipca 2009 roku zmierzył się z ówczesnym mistrzem świata WBC, Takahiro Aō, i pokonał go jednogłośnie na punkty w stosunku 116-113, 117-111 i 118-110. 20 lutego 2010 po raz pierwszy obronił swój tytuł, pokonując na punkty Guty'ego Espadasa Jr. Sędziowie punktowali w stosunku 120–108 i dwukrotnie 119–109.